# Похитонов, Даниил Даниилович
Даниил Даниилович Похитонов (1824—1889) — генерал-лейтенант русской императорской армии, участник русско-турецкой войны 1877—1878 гг.

## Биография
Происходил из дворян Херсонской губернии, родился 6 (18) декабря 1824 года.
По окончании 1-го кадетского корпуса был выпущен 2 августа 1843 года прапорщиком в 13-ю артиллерийскую бригаду и в 1848—1849 г. принял участие в Венгерской кампании, обратив тогда же на себя внимание выдающимися боевыми способностями.
Награждённый за сражение с венграми 11 июля 1849 года чином штабс-капитана и австрийским орденом Железной Короны 3-й степени, Похитонов по окончании кампании был переведён на Кавказ, где продолжал дальнейшую боевую службу в Гурийском отряде и неоднократно бывал в делах против горцев и во время Восточной войны сражался с турками.
В 1861 году был произведён в подполковники, с назначением командиром 5-й батарей 9-й артиллерийской бригады, а в 1864 году был определён плац-майором Киево-Печерской крепости, где и оставался до 1869 года, когда был возвращён к строевой службе, произведён в полковники и назначен командиром 5-й артиллерийской бригады. В 1870 году за беспорочную выслугу 25 лет в офицерских чинах был награждён орденом Св. Владимира 4-й степени с бантом; 30 августа 1875 года получил чин генерал-майора.
Принимал участие в русско-турецкой войне 1877—1878 гг. и за успешное действие вверенной ему бригады при взятии Никополя получил 16 июля 1877 года орден Св. Георгия 4-й степени
В воздаяние за мужество и храбрость, оказанные при взятии укрепленного города Никополя, 3 Июля 1877 года.
Участвовал в боях под Плевной и при переходе Араб-Конакского перевала; был награждён за боевые отличия в 1878 году золотым оружием с надписью «За храбрость», в 1879 году получил ордена Св. Станислава 1-й степени с мечами и Св. Анны 1-й степени с мечами. Вскоре после окончания войны он был назначен начальником артиллерии 2-го Кавказского корпуса, а в 1881 году — начальником артиллерии Гренадерского корпуса; в 1883 году награждён орденом Св. Владимира 2-й степени и 30 августа 1885 года был произведён в генерал-лейтенанты. Кроме этого он имел иностранные награды: австрийский орден Железной короны 3-й степени (1850), болгарский орден «Св. Александр» 1-й ст. (1884) и румынская медаль Военной доблести.
В 1886 году в лагере при селе Клементьеве упал с лошади и, после безуспешного лечения, был вынужден оставить службу; перечисленный в 1888 году в запас полевой пешей артиллерии, 17 (29) сентября 1889 года скончался в Москве.
Его сын Николай Даниилович Похитонов (1857—1897) — штабс-капитан русской армии был членом Военной организации партии «Народная воля» и был осуждён на процессе 14-ти.